# Manuel Keosseián
Manuel Gregorio „Manolo” Keosseián Arzoumanian (ur. 17 sierpnia 1953 w Montevideo) – urugwajski piłkarz pochodzenia ormiańskiego występujący na pozycji pomocnika, reprezentant Urugwaju, trener piłkarski.
Jego rodzice pochodzą z Armenii. Jego syn Carlos Keosseián również był piłkarzem.